# 利夫雷拉图什
利夫雷拉图什（法語：Livré-la-Touche，法語發音：[livʁe la tuʃ]）是法国马耶讷省的一个市镇，属于贡捷堡区。

## 地理
利夫雷拉图什（47°52'52"N, 0°58'52"W）面积30.08 平方千米，位于法国卢瓦尔河地区大区马耶讷省，该省份为法国西北部内陆省份，北起芒什省和奧恩省，西接伊勒-维莱讷省，南至曼恩-卢瓦尔省，东临萨尔特省。
与利夫雷拉图什接壤的市镇（或旧市镇、城区）包括：梅拉勒、阿泰、巴洛、科塞勒维维安、克朗、尼亚夫勒、拉塞勒克拉奈斯。

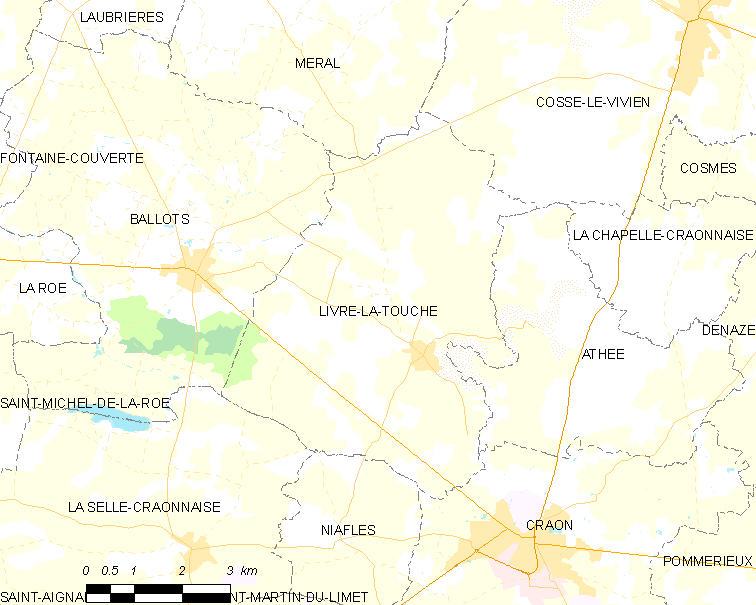
利夫雷拉图什的OSM定位图

利夫雷拉图什的时区为UTC+01:00、UTC+02:00（夏令时）。

## 行政
利夫雷拉图什的邮政编码为53400，INSEE市镇编码为53135。

## 政治
利夫雷拉图什所属的省级选区为科塞勒维维安县。

## 人口

1962-2008年间利夫雷拉图什人口变化图示

利夫雷拉图什于2022年1月1日时的人口数量为728人。